# 北九州芸術劇場
北九州芸術劇場（きたきゅうしゅうげいじゅつげきじょう）は、福岡県北九州市小倉北区のリバーウォーク北九州内にある劇場。優良ホール100選に選ばれている。

## 概要
北九州芸術劇場は、かつての小倉市民会館の機能を引き継いでいる。また、青春座や飛ぶ劇場など北九州市を拠点に活動する劇団も多く、1993年に始まった北九州演劇フェスティバル（旧称：北九州演劇祭）などを開催する劇場として、北九州市に今までなかった演劇専用ホール（中劇場）が設けられた。
創設にあたっては、元「プレイガイドジャーナル」編集者で、扇町ミュージアムスクエア（閉館）プロデューサーでもあった津村卓がプロデュースを担当し、館長に就任した。
2023年3月、ジェイコム九州とネーミングライツ契約を締結し、同年4月1日より施設名が「J:COM 北九州芸術劇場」となった。期間は2030年3月末まで。

## 施設
大ホール
1269席の客席を有する多目的ホール。オーケストラピット、大迫り、小迫りを備える。反響板や仮設の花道などもあり、音楽から洋舞・邦舞までの多目的使用に対応する。
中劇場
700席の演劇専用ホール。これだけがNHK北九州放送局の真上に位置する。
小劇場
平土間の多目的スペース。演劇からピアノの発表会、講演会まで多種に利用できる。

## 小倉市民会館
小倉市民会館は、1959年に建築家の村野藤吾の設計により建設された。建築物としては高い評価を受けていたことから廃止、取り壊しにあたっては、一部の市民から反発もあった。跡地は勝山公園の芝生広場となっている。